# Николаев, Алексей Валерьевич
Алексей Валерьевич Николаев (род. 1 августа 1971, Москва) — российский футбольный арбитр.
В прошлом футболист. Выступал на позиции защитника. Играл за команды по футзалу — «Спартак» (Москва), «Полигран» (Москва), «Алмаз-АЛРОСА» (Мирный) и сборную России. Судейскую карьеру начал в 1987 году. Матчи высшего дивизиона судил с 2002 по 2018 год. В 2007 году вошёл в пятёрку лучших арбитров по версии КФА. Арбитр ФИФА. В конце 2010 года вошёл в элитную категорию судей УЕФА. В 2014 году признан лучшим судьёй России. В октябре 2016 года исполнял обязанности руководителя ДСИ РФС. 31 октября 2016 года стал заместителем руководителя Департамента судейства и инспектирования РФС